# Calle Griswold

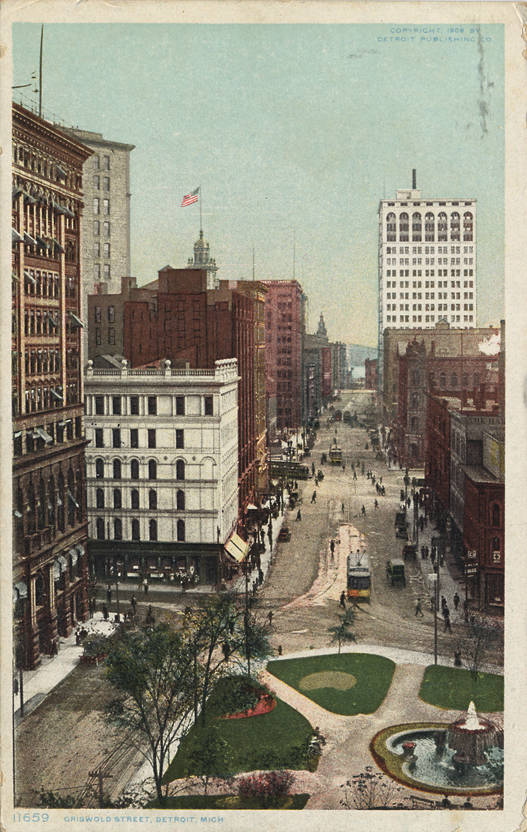
Griswold Street, hacia 1900.

La Griswold Street es una calle que va de norte a sur en el Downtown de Detroit, Míchigan. Pasa por el Distrito Financiero y bordea muchas de sus estructuras más familiares y reconocibles, como el Guardian Building y el One Woodward Avenue. La Griswold Street también pasa por el Distrito Histórico de Capitol Park.

## Edificios

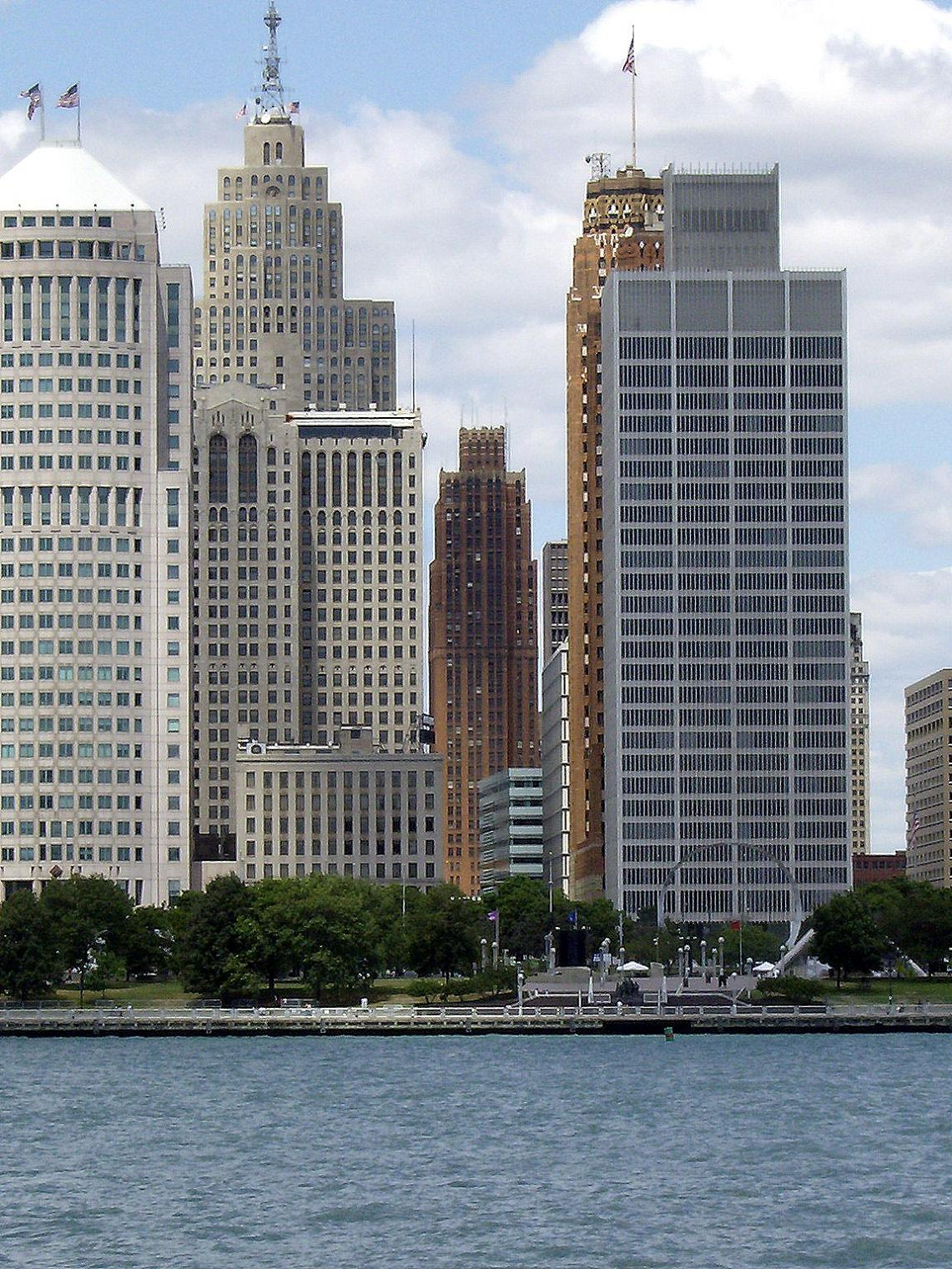
El Distrito Financiero de Detroit seguido por el David Stott Building en la distancia, a lo largo de la Griswold Street. Esta vista fue tomada desde el otro lado del río Detroit, en los Jardines Dieppe en Windsor, Ontario.

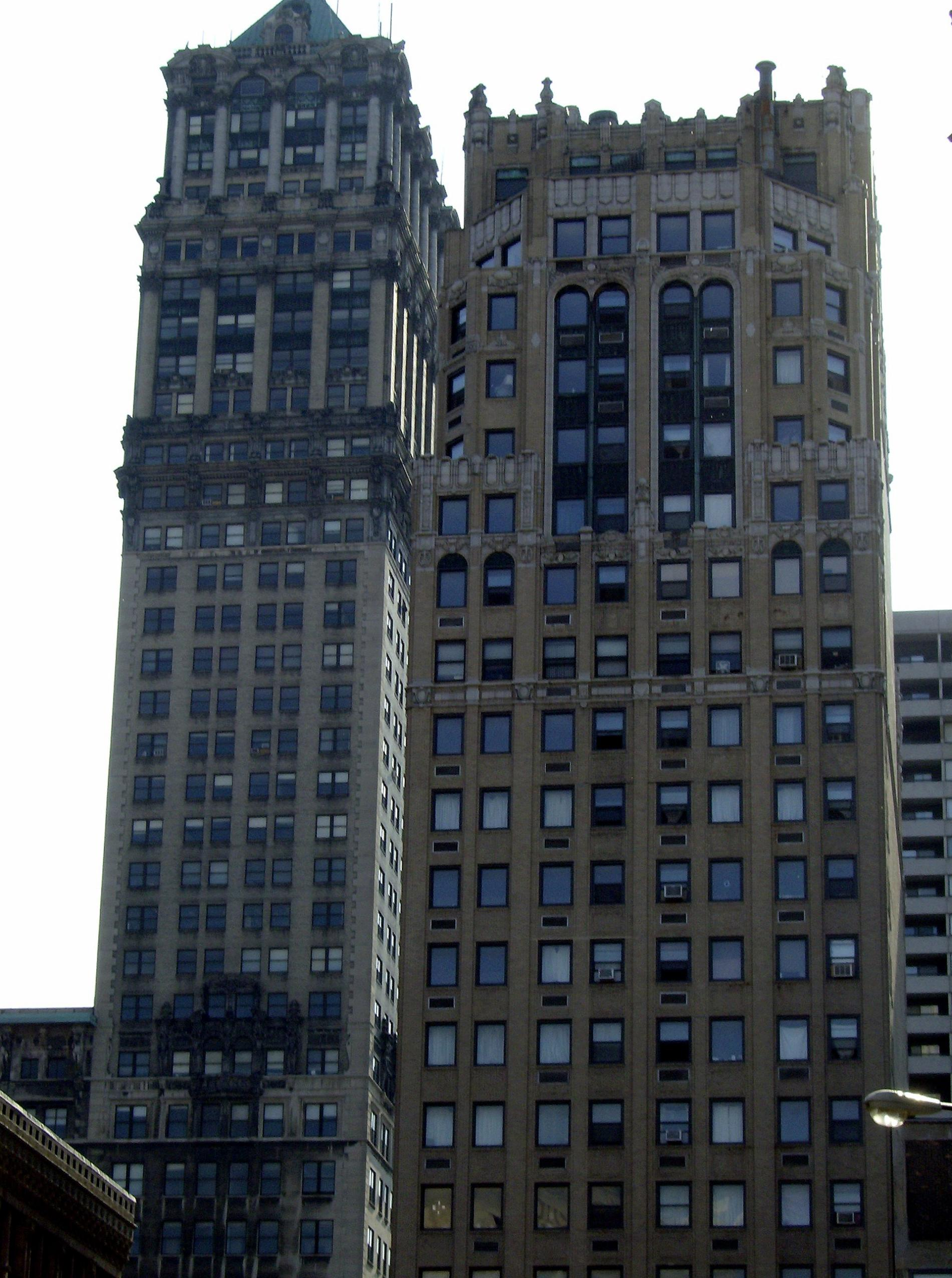
La Book Tower (izquierda) y el Industrial Building, ambos de Louis Kamper.

La siguiente lista muestra la información sobre los edificios ubicados a lo largo de la Griswold Street. Esta lista comienza en la Jefferson Avenue (extremo sur) y se dirige hacia el norte, terminando en Clifford Street.
| Río Detroit / Philip A. Hart Plaza |                                |                                        |                                                           |             |                               |    | |
| West Jefferson Avenue              |                                |                                        |                                                           |             |                               |    | |
| 1 Griswold Street                  | One Griswold Street            |                                        | Templo (Iglesia de la Cienciología)                       | 1927        | Neoclásico                    | 9  | Se encuentra junto a 150 West Jefferson Avenue. |
| 150 West Jefferson Avenue          | 150 West Jefferson             |                                        | Oficinas                                                  | 1989        | Postmoderno                   | 28 | Se encuentra en el sitio de la antigua Bolsa de Detroit. |
| 1 Woodward Avenue                  |                                | One Woodward Avenue                    | Oficinas                                                  | 1962        | Arquitectura moderna          | 26 | Construido por Minoru Yamasaki Associates, diseñadores del ahora destruido World Trade Center en Nueva York. |
| West Larned Street                 |                                |                                        |                                                           |             |                               |    | |
| 500 Griswold Street                |                                | Guardian Building                      | Oficinas                                                  | 1929        | Art déco                      | 40 | Conocido como la "Catedral de Finanza". |
| 525 Griswold Street                | Griswold-Larned Parking Garage |                                        | Garaje                                                    | 1968        | Arquitectura moderna          | 9  | |
| 535 Griswold Street                | Buhl Building                  |                                        | Oficinas                                                  | 1925        | Neogótico y Romanesque        | 25 | Fue el edificio más alto de la ciudad hasta que la Book Tower fue completada en 1926. |
| West Congress Street               |                                |                                        |                                                           |             |                               |    | |
| 615 Griswold Street                | Ford Building                  |                                        | Oficinas                                                  | 1909        | Neoclásico y Neorrenacentista | 21 | |
| 645 Griswold Street                | Penobscot Building             |                                        | Oficinas, sala de conferencia                             | 1928        | Art déco                      | 47 | Fue el edificio más alto fuera de Nueva York y Chicago. |
| 611 Woodward Avenue                |                                | Chase Tower                            | Oficinas, banco                                           | 1959        | Arquitectura moderna          | 14 | Se encuentra en la ubicación del primer rascacielos de Detroit, el Hammond Building. |
| West Fort Street                   |                                |                                        |                                                           |             |                               |    | |
| 719 Griswold Street                | Chrysler House                 |                                        | Oficinas                                                  | 1923        | Neoclásico                    | 23 | |
| 777 Woodward Avenida               |                                | One Kennedy Square                     | Oficinas                                                  | 2006        | Arquitectura moderna          | 10 | El más reciente edificio de gran altura de Detroit. |
| West Lafayette Street              |                                |                                        |                                                           |             |                               |    | |
| 751 Griswold Street                | The Olde Building              |                                        | lofts, restaurante                                        | 1927        | Neoclásico                    | 4  | Diseñado por Albert Kahn y Corrado Parducci. |
| 144 Del oeste Lafayette            | Lafayette Building             |                                        | Oficinas                                                  | 1923        | Neoclásico                    | 14 | Demolido en 2010. |
| Avenida Míchigan                   |                                |                                        |                                                           |             |                               |    | |
| 150 Griswold Street                | The Griswold ~ Capitol Park    |                                        | Garaje de estacionamiento con planta baja                 | 2008        | Moderno                       | 10 | El Roxbury Group compró los derechos aéreos sobre el garaje en 2007 para construir 80 condominios en la parte superior de la estructura, pero los planes se detuvieron para la parte del condominio en enero de 2008 debido a la crisis económica. |
| 1001 Woodward Avenida              |                                | 1001 Woodward Avenue                   | Uso mixto                                                 | 1965        | Internacional                 | 25 | |
| 1150 Griswold Street               |                                | David Stott Building                   | Oficinas                                                  | 1929        | Art déco                      | 40 | Diseñada por el arquitecto John M. Donaldson de Donaldson y Meier en el estilo art déco. |
| State Street                       |                                |                                        |                                                           |             |                               |    | |
| 1212 Griswold Street               |                                | United Way Community Services Building | Oficinas                                                  | 1895        | Neoclásico                    | 12 | United Way para el sureste de Míchigan se mudó al edificio como su principal inquilino en 1987. Es el rascacielos más antiguo existente de Detroit.                                                                                                |
| 1214 Griswold Street               |                                | The Albert                             | Edificio de apartamentos (residencia de personas mayores) | 1929        | Arte moderne                  | 12 | Anteriormente un edificio de oficinas, pero ahora contiene apartamentos. Fue diseñado por la oficina de Albert Kahn y terminado en 1929. |
| Dirección desconocida              | Capitol Park                   |                                        | Parque                                                    | Desconocido | Desconocido                   | 1  | |
| Grand River Avenue                 |                                |                                        |                                                           |             |                               |    | |
| 1457 Griswold Street               |                                | Isaac Agree Downtown Synagogue         | Sinagoga                                                  |             |                               | 4  | Último edificio de la sinagoga propiedad de la congregación en Detroit. |
| Clifford Street                    |                                |                                        |                                                           |             |                               |    | |